# Senneterre
Senneterre – miasto w Kanadzie, w prowincji Quebec, w regionie Abitibi-Témiscamingue i MRC La Vallée-de-l’Or. Miasto zostało nazwane na cześć Henriego de La Ferté-Senneterre, XVII-wiecznego marszałka Francji. Jest to drugą w Quebecu i trzecia w Kanadzie największa (pod względem powierzchni) gmina.
Liczba mieszkańców Senneterre wynosi 2 993. Język francuski jest językiem ojczystym dla 94,9%, angielski dla 0,5% mieszkańców (2006).